# Manuela Benelli
Manuela Benelli (Ravenna, 10 marzo 1963) è un'allenatrice di pallavolo ed ex pallavolista italiana, di ruolo palleggiatrice.

## Carriera

### Giocatrice

#### Club
Considerata la più titolata giocatrice di pallavolo della storia italiana, inizia la sua carriera di palleggiatrice nell'Olimpia Ravenna, formazione della sua città natale: con la squadra romagnola è protagonista della storica serie di undici scudetti consecutivi (dal 1980-81 al 1990-91), conquistando inoltre sei Coppe Italia, un Mondiale per Club e due Coppe dei Campioni (1987-88 e 1991-92).
Nel 1995 lascia Ravenna approdando alla Roma, in Serie A2, tornando tuttavia nel massimo campionato italiano già nella stagione successiva, ingaggiata da Reggio Emilia, dove contribuisce alla vittoria della Coppa CEV 1997-98 e a raggiungere la finale scudetto l'anno successivo. Dopo un triennio in terra emiliana fa rientro a Ravenna dove conclude la propria carriera da atleta professionistica al termine del campionato 1999-00.
In seguito al ritiro dalla pallavolo professionistica, gioca ancora, a titolo puramente dilettantistico nei campionati organizzati dal Centro Sportivo Italiano, conseguendo ancora titoli provinciali, regionali e vincendo uno scudetto nazionale open femminile nel 2006 prima di ritirarsi definitivamente dall'attività agonistica nel 2010.

#### Nazionale
Dopo un anno di nazionale juniores 1979, esordisce nella nazionale italiana maggiore nel 1981, diventandone poi capitana; nel 1989 vince la medaglia di bronzo agli Europei. Con la maglia azzurra scende in campo complessivamente 325 volte, che fanno di lei la quinta giocatrice per numero di presenze in nazionale.
Nel 1991 fa parte della rappresentativa "il resto del mondo" nei 2 incontri celebrativi (Roma e Barcellona) contro la nazionale russa campione del mondo in carica.
Il 25 marzo 2019 entra nella hall of fame della pallavolo italiana, con una cerimonia ufficiale nel salone d'onore del CONI.

### Allenatrice
Al termine dell'ultima stagione da atleta, nel campionato 2000-01 passa nello staff tecnico della stessa Olimpia Ravenna, nel ruolo di vice di Marco Bonitta, prendendone il posto da primo allenatore nella stagione successiva. Nel corso dell'annata 2002-03 prende il posto di Paolo Collavini sulla panchina della Roma, in Serie A2, categoria dove rimane per un biennio prima di passare, nel campionato 2004-05, al San Giorgio Sassuolo.
Torna nel massimo campionato italiano nella stagione 2005-06, ingaggiata dal Vicenza, restando alla guida della formazione berica per tre campionati, quindi viene ingaggiata dal Cesena. Nel campionato 2009-10 diventa allenatrice del Forlì, venendo tuttavia esonerata nel dicembre 2009.
Nel 2010 ottiene la qualifica di docente federale nazionale
dal 2010 diventa allenatrice e responsabile del settore giovanile della Libertas Forlì, società che milita nel campionato di serie C regionale.
Dal 2012 al maggio 2014 viene ingaggiata dalla Pro Victoria Monza, per la quale ha guidato come prima allenatrice la Serie B2, l'under 18 e l'under 16 femminile, e il volley S3. Il 23 giugno 2014 fonda, con alcune amiche, la ASD Volley Academy Manù Benelli, la prima scuola in Europa dedicata ai palleggiatori.
Nel 2018 ottiene la qualifica di docente federale Smart Coach.
Nel 2019 ottiene la qualifica di docente federale sitting volley.
Dal 2000 è vice presidente di ASSIST - ass. diritti per gli atleti.
Dal 2018 membro del consiglio direttivo della "fondazione Decathlon Italia".
Dal 2020 fonda insieme ad altri 3 soci la Volley Evolution che si occupa di clinic e scuole specializzate sui ruoli della pallavolo.

## Palmarès

### Giocatrice

#### Club

##### Competizioni nazionali
- Campionato italiano: 11

1980-81, 1981-82, 1982-83, 1983-84, 1984-85, 1985-86, 1986-87, 1987-88, 1988-89, 1989-90, 1990-91
- Coppa Italia: 6

1979-80, 1980-81, 1983-84, 1984-85, 1986-87, 1990-91

##### Competizioni internazionali
- Coppa dei Campioni: 2

1987-88, 1991-92
- Coppa CEV: 1

1997-98
- Campionato mondiale per club: 1

1992

#### Premi individuali
- 1993 - Campionato europeo: miglior palleggiatrice
- 1983 - Considerata fra le prime 3 palleggiatrici del mondo
- 1985 - Campionati europei femminile: miglior palleggiatrice
- 1988 - Finale coppa campioni per club: miglior giocatrice e miglior palleggiatrice
- 1992 - Mundialito per club: miglior palleggiatrice